# ماريوس هيل
ماريوس هيل (بالنرويجية البوكمول: Marius Helle)‏ هو لاعب كرة قدم نرويجي، ولد في 11 أغسطس 1983 في ستافانغر في النرويج. لعب مع نادي ستابك.

## وصلات خارجية
- ماريوس هيل على موقع قاعدة بيانات كرة القدم.إي يو (الإنجليزية)
- ماريوس هيل على موقع Soccerway.com (الإنجليزية)